# Fotometria
A fotometria az elektromágneses spektrum 430 nm – 780 nm hullámhossz-tartományba eső sugárzásának, a látható fény  méréstechnikájának és alkalmazásának a tudománya. A Nemzetközi Világítástechnikai Bizottság a láthatósági függvényt 300 nm-től 830 nm-ig közli.

## A fény
A fény a fényforrásból minden irányban egyenes vonalak mentén terjed, sugárzik. A pontnak képzelt fényforrás sugarai minden irányban széttartanak, de egyenesek maradnak, és egy tetszés szerint kiválasztott sugárnyaláb nem hagyja el azt a térbeli szöget (kúpot), amelyikben elindult.
A fényforrások elemi sugárzása  pontosan úgy viselkedik, mint egy Hertz dipólusból kiinduló, minden irányban koherens gömbhullám..."

## Története
A fénymérés az az eljárás, mellyel különböző fényforrások erejét lehet összehasonlítani.
- Peter Bouguer (1698 – 1758) francia matematikus, filozófus végezte el az első tudományos kísérleti vizsgálatot.[3]
- Johann Heinrich Lambert (1728 – 1777) svájci matematikus, fizikus rakta le az elméleti alapokat,[4] melyek ma is a fénymérés mértékei.
- Otto Weiner 1890-ben megállapította, hogy a fény elektromágneses hullám, és sikerült is nagyszögű interferencia képet regisztrálnia.

Magyarországon három jelentős fellegvára volt az optikai méréstudománynak, Magyar Optikai Művek (1876 – 1998), Egyesült Izzólámpa és Villamossági Rt. /Tungsram/(1896-1996) és a Gamma Optikai Művek (1920), Országos Mérésügyi Hivatal (Lukács Gyula).
A budapesti Műegyetem különböző tanszékein is jelentős optikai kutatások/fejlesztések történtek.
A fenti gyárakban kutató-fejlesztő munka is folyt, és több neves, nemzetközileg is ismert tudós dolgozott a fénnyel kapcsolatos elméleteken, méréstechnikán és alkalmazásokon.
Megemlíthetjük Rott Andor, Bródy Imre, Selényi Pál, Pfeifer Ignác, Vidor Pál, Szigeti György, dr. Urbanek János, Gábor Dénes (Nobel-díjas) neveit.

## Fotometria és radiometria
Ha a  sugárzás teljes sugárzási energiája szerint értékelő mennyiségeket vizsgáljuk, akkor
radiometriai mennyiségekről beszélünk, ha azonban a CIE szabványos fénymérő észlelő szerint értékelő mennyiségeket vizsgáljuk, akkor fotometriai mennyiségekről beszélünk. Más szóval ez azt jelenti, ha a fényforrások által kisugárzott fényben megjelenő energia terjedésének törvényeit vizsgáljuk, akkor azt a radiometria eszközeivel tesszük. Ha figyelembe vesszük azt, hogy az emberi szem a különböző spektrális összetételű, de azonos teljesítményű fényforrásokat másképpen érzékeli, akkor a jelenségeket a fotometria fogalmaival írjuk le.
A radiometria a teljes elektromágneses spektrum vizsgálatára és mérésére vonatkozik; a fotometria ennek csak arra a kis részére, amelyet az emberi látószerv érzékelni képes. Ezért nem tartoznak a fotometria fogalmába azok a frekvenciatartományok, amelyeket más élőlények képesek érzékelni (például a rovarok az ibolyántúli és infravörös sugárzást észlelik, az ember viszont nem).

## A szem és a fotometria
Az emberi szem nem egyformán érzékeny a látható fény összes hullám-hosszúságára. A fotometria megpróbálja ellensúlyozni a mért értéket a hullámhossz függvényében.
A szem másképpen reagál a fényhez adaptálódott körülmények között, mint a homályos, gyenge fényviszonyok között (lásd Purkinje-jelenség). A fotometria tipikusan jó fényviszonyokhoz adaptálódott szem érzékenységén alapul. A fotometriai mérések nem pontosan jelezhetik a források fényességét gyenge fényviszonyok közt, ahol a színek nem különböztethetők meg, mint például holdfénynél vagy csillagfénynél.
3 {\displaystyle {\frac {\mbox{cd}}{{\mbox{m}}^{2}}}} fénysűrűség felett jó fényviszonyokról beszélünk. 0,1 cd/m2 alatt szkotpikus látásunk van (sötétben látás), fölötte mezopikus látás.

## Fotometriai mennyiségek és mértékegységek

### Fényáram
A fényáram (Φ) a fényerősség és a besugárzott térszög szorzata. A fényáram származtatott SI-mértékegysége neve lumen, jele  lm.
{\displaystyle \mathrm {1\ lm\ =\ 1\ cd\cdot sr} }
Ahol:
- cd - kandela
- sr - szteradián (a térszög SI-mértékegysége)

Azaz 1 lumen, az 1 candela fényerősségű, pontszerű fényforrás 1 szteradián térszögbe kisugárzott fényárama.
Példák:
- Egy 100 wattos izzólámpa által kibocsátott fényáram 1380 lumen.
- 1 lumen fényáramot létesít az 1 kandela fényerősségű, minden irányban egyenletesen sugárzó pontszerű fényforrás az 1 méter sugarú gömb 1 m² felületén.
- A szem maximális érzékenységének megfelelő 550 nm hullámhosszúságú fénysugárzás 1 watt teljesítmény esetén 680 lumen fényáramot létesít.

### Fényerősség
A fényerősség (I) a fényforrás által egy meghatározott irányban kibocsátott fénykisugárzás mértékét jelöli. Mértékegysége kandela (cd). A fényerősség a kis térszögben kibocsátott fényáram és a térszög hányadosa.
{\displaystyle \mathrm {1\ cd\ =\ {\frac {lm}{sr}}} }
Egy kandela annak a sugárforrásnak a fényerőssége, amelyet 540×1012 Hz (λ=555 nm) frekvenciájú monokromatikus sugárzást bocsát ki és a kibocsátás irányában, egységnyi térszögben 1/683 watt sugárerősséggel sugároz. Korábban a Hefner-gyertya (HK) volt a fényerősség egysége, amelyet Friedrich von Hefner-Alteneckről (1845-1904) neveztek el. A Hefner–gyertya egy meghatározott körülmények között működő amylacetát-égő nyílt lángja. Átszámítás:
{\displaystyle \mathrm {1\ cd\ =\ 1,107\ HK} }
{\displaystyle \mathrm {1\ HK\ =\ 0,903\ cd} }
Ennek az etalonnak megfelelő 1 cd fényforrás segítségével hitelesítik a gyakorlati mérésekhez használt normálizzók fényerősségét, ill. ehhez viszonyítják a különböző fényforrások fényerősségét.

#### Néhány fényforrás fényerőssége
| Fényforrás             | Fényerősség (cd) |
| ---------------------- | ---------------- |
| Viaszgyertya           | 1                |
| Petróleumlámpa         | 30               |
| 100 wattos kriptonizzó | 120              |
| Vetítőlámpa            | 2000             |
| 30 amperes ívlámpa     | 82 000           |

### Megvilágítás

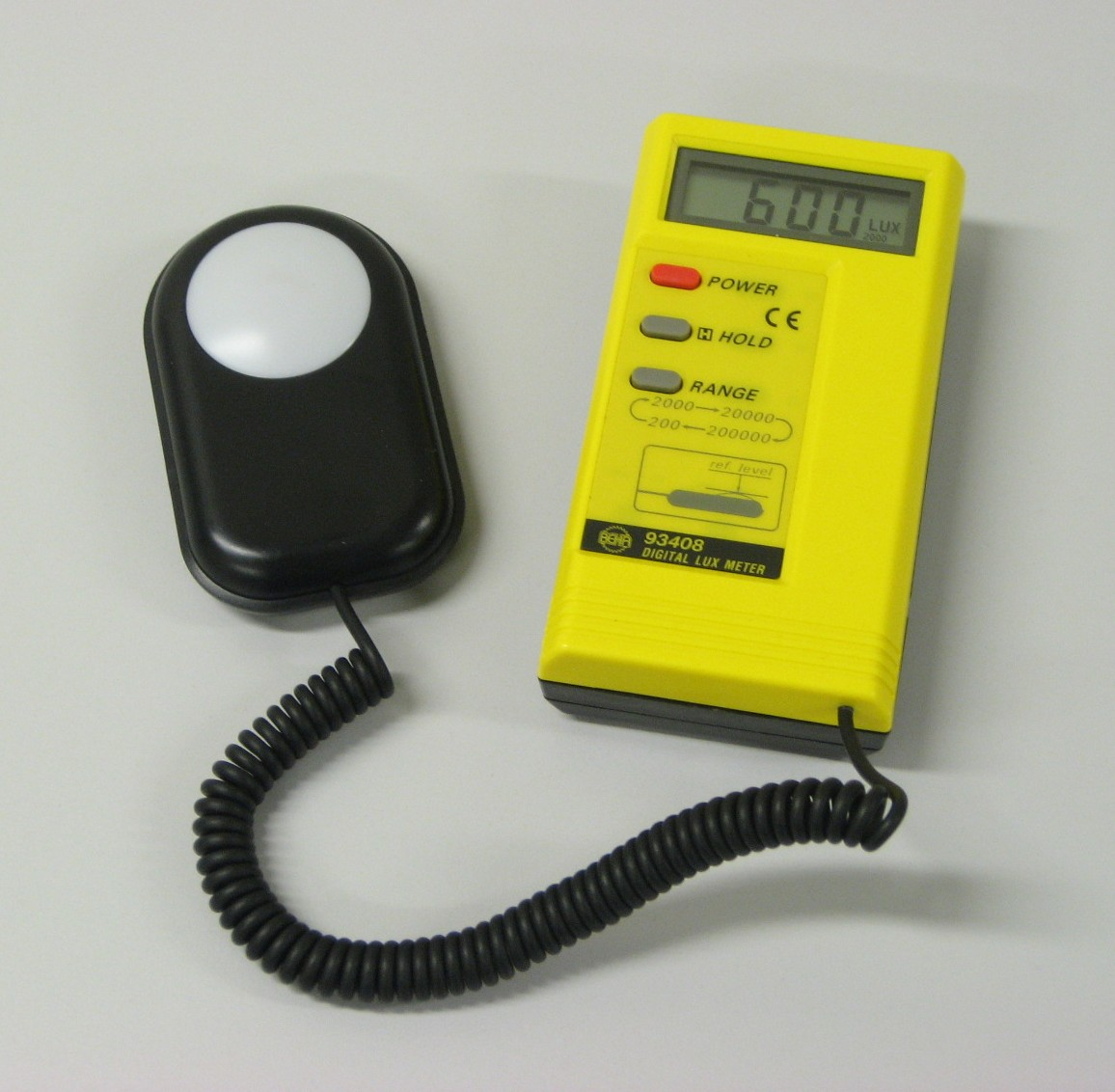
Lux mérő

A megvilágítás (E) a megvilágított A felületre eső Φ fényáram és a megvilágított A felület nagyságának hányadosa. SI-mértékegysége lux (lx):
{\displaystyle \mathrm {1\ lx\ =\ 1\ {\frac {lm}{m^{2}}}} }
A megvilágítási erősség a felületet érő fény mértéke, megadja, hogy egy adott felület mennyire van kivilágítva, vagyis mekkora fényáram jut 1 m² felületegységre lumenben. 1 lux a megvilágítása annak a felületnek, amelynek 1 négyzetméterére merőlegesen és egyenletesen 1 lumen fényáram esik.
Példa: Egy szabadon sugárzó 100 wattos általános izzólámpa 1,5 m magasan felfüggesztve a lámpa alatti felületen hozzávetőleg 100 lx megvilágítási erősséget eredményez.
Tapasztalati tény, hogy egy fényforrás annál nagyobb megvilágítást létesít egy felületen, minél nagyobb a fényerőssége. Ha az A felületre Φ fényáram esik, akkor a megvilágítás

{\displaystyle E={\frac {\phi }{A}}}
vagyis számszerűen megegyezik az egységnyi (1 m²) felületre eső fényárammal.

#### Jellegzetes megvilágítási értékek
| Környezet            | Megvilágítás (lux) |
| -------------------- | ------------------ |
| Iroda                | 500                |
| Folyosó              | 50                 |
| Napfény nyáron       | 100 000            |
| Napfény télen        | 10 000             |
| Telihold             | 0,2                |
| Színérzékelés határa | 3                  |

### Fénysűrűség
A fénysűrűség (L) az a fizikai mennyiség, mely az emberi szemben a világító vagy a megvilágított felületek által keltett fényérzetet határozza meg, azaz a felületegységre jutó fényerősség. Vonatkozhat nemcsak fényforrásra, hanem megvilágított felületre is. Leggyakrabban a vizsgált felületre merőleges irányban mérjük, de meghatározható más irányban is, ilyen esetben a felületnek a mérési irányra merőleges vetületét keli számításba venni. Mértékegysége:
{\displaystyle \mathrm {1\ L\ =\ 1\ {\frac {cd}{m^{2}}}\ =\ 1\ nit} }
A fénysűrűség értékét úgy kapjuk meg, ha egy fényforrás fényerősség értékét elosztjuk a mérési távolságból mért megvilágítandó felülettel. A fénysűrűség határozza meg a szubjektív fényérzetet. A fénysűrűség azon fénybehatás mértéke, melyet az emberi szem egy önvilágító vagy mesterségesen megvilágított felületről hív elő. A relatív fénysűrűség-különbséget szokás kontrasztnak nevezni.

## Fotometrikai mérőeszközök
A fotometria és a radiometria megkülönböztetéséhez lehetőséget ad a pirométerek elnevezése. Az összsugárzásmérő pirométer az elektromágneses spektrum bármely részének mérésére szolgál, ez gyakran a hősugárzás tartományát jelenti. A részsugárzás mérő pirométer a spektrum egy kis tartományának mérésére való, ez többnyire a látható fény tartományát jelenti.
Az első fotometriai méréseket szemmel való összehasonlítással végezték. Az ismeretlen fényt (általában megvilágítást) osztott látóterű vizuális fotométerben hasonlították össze ismert fényforrás által létrehozott megvilágítással.
A 20. század elején kifejlesztették az első fotodetektorokat.
Magyarországon először az 1920-as évek végén Dr. Urbanek János munkássága alapján készült szelén fényelem elé helyezett színszűrőkkel felépített fotométer.
A Magyar Kereskedelmi Engedélyezési Hivatal több fotometriai mennyiség hiteles mérését végzi (Optikai mérések, tájékoztató pdf formában)

### Az objektív fotometria eszközei
A fény mérésére szolgáló detektorok általában a detektorra eső fényre válaszul elektromos jelet bocsátanak ki. Ez történhet közvetlenül (fotoelektromos eszköz) vagy közvetett módon (termoelektromos detektor).
Néhány objektív fotometriai eszköz:
- Vákuum és gáztöltésű fotocella
- Fotoelektron-sokszorozó
- Fotodióda
- Fototranzisztor
- Termoelektromos detektor
- Bolométer
- Optikai pirométer
- Golay-cella
- CCD detektor

### A szubjektív fotometria eszközei
A szubjektív fotometriában a detektor az emberi szem, mely nem alkalmas annak eldöntésére, hogy egy ismeretlen fényerősség hányszorosa egy hitelesített másiknak. Két egymáshoz közeli felület megvilágítását összevetve azonban igen pontosan megmondható, vajon azok egyenlők-e vagy sem. Ezen alapul a szubjektív fotometria.
Néhány szubjektív fotometriai eszköz:
- Ritchie-féle fotométer
- Lummer-Brodhun-féle fotométer

## Alkalmazások
- Égitestek fényességének mérése,
- Fotometrikus analizátor, vízszennyezettség mérése (ammónia)
- Anyagvizsgálat, spektroszkópia (színképelemzés), spektrofotometria
- Polarimetria, refraktometria, turbidimetria. Opacitás, transzmissziós és mélységi reflexiós fényszóródás mérése,[8][9] Spektrális fényszóródás mérése: Abbé-féle diszperziós szám mérése, tükröződés mérése[10]
- Színinger mérés